# Sebastián Viera
Mario Sebastián Viera Galaín (Florida, 3 luglio 1983) è un dirigente sportivo ed ex calciatore uruguaiano, di ruolo portiere, direttore sportivo dell'Atlético Huila.

## Carriera

### Club
In precedenza ha militato nel Nacional Montevideo e nel Villarreal.
Nel novembre 2009 dopo diversi mesi senza squadra firma per la squadra greca del Larissa, anche se potrà giocare solo a partire dal gennaio 2010
Nel dicembre 2010, dopo aver rescisso con i greci, firma per l'Atletico Junior.

### Nazionale
È stato convocato in extremis alla Coppa America 2004 per sostituire l'infortunato Carini, ha fatto l'esordio in nazionale proprio in questa competizione nei quarti di finale, ha poi disputato anche la semifinale di questo torneo contro il Brasile, partita finita ai rigori dove il portiere uruguagio si è tolto la soddisfazione di segnare uno dei rigori contro Julio Cesar, che però non servirà a far arrivare in finale la sua nazionale.

## Palmarès

### Club

#### Competizioni nazionali
- Campionato uruguaiano: 1

Nacional: 2005
- Campionato colombiano: 1

Atletico Junior: 2018-II
- Copa Colombia: 1

Atlético Junior: 2017
- Súper Liga: 1

Atlético Junior: 2019